# Łukasz Kaczyński
Łukasz Kaczyński (ur. 1983 w Kutnie) – polski dziennikarz, publicysta, recenzent teatralny i literacki oraz bibliotekarz.

## Życiorys
Absolwent Wydziału Filologicznego Uniwersytetu Łódzkiego na kierunku filologii polskiej. Zaczynał jako dziennikarz w magazynie kulturalnym „Kalejdoskop”. Od 2003 mieszka w Łodzi, a od 2009 pracuje w dziale kultury „Dziennika Łódzkiego”. Od lutego 2017 do maja 2021 był redaktorem naczelnym magazynu „Kalejdoskop”, jest redaktorem naczelnym „Kalejdoskopu Kultury” redaktorem i autorem „Przekroju”, a także młodszym bibliotekarzem w bibliotece TUVIM w Łodzi, gdzie m.in. odpowiada za program wydarzeń ukraińskich. Publikuje także w „Tyglu Kultury”, „Kronice Miasta Łodzi”, „Teatrze”, „Odrze”, „Arteriach”, współpracuje z redakcją „Więź.pl”. Od 2013 jest członkiem Sekcji Krytyków Teatralnych ZASP, redakcji Biuletynu ZASP i kapituły Nagrody im. Nardellego, a także członkiem kapituły nagród teatralnych – Złotych Masek.

## Wyróżnienia
- Złote Pióro im. Jerzego Katarasińskiego (2011) dla najlepszego łódzkiego dziennikarza kulturalnego[6],
- II miejsce w plebiscycie „Dziennikarz Roku” Stowarzyszenia Dziennikarzy Polskich (2014),
- nagroda marszałka województwa łódzkiego dla dziennikarzy kulturalnych (2014),
- nominacja do Nagrody Kisiela tygodnika „Wprost” (2015),
- nominacja do Nagrody Honor Academicus – Nagrody Łodzi Akademickiej (2013, 2015)[1].